# Aegidius Tschudi
Aegidius Tschudi (Glarus, 1505. február 5. – Glarus, 1572. február 28.) svájci történetíró, államférfi, katona, fanatikus ellenreformátor, a svájci Glarus Tschudi család kiemelkedő tagja. 

## Élete
Első tanítója Zwingli a reformátor volt, aki akkor Glarus-ban mint plébános működött. Később tanulmányai folytatása és befejezése végett Bázelbe, illetve Párizsba ment, majd 1528-ban kiadta első művét: Beschreibung Rhätiens. A reformációnak ellensége lett. 1558-ban landammanná választották.
A locarnói kereskedelem választott bírójaként a katolikusok javára döntött. Kitartó erőfeszítései, hogy a közép-svájci óhitűeket a túlnyomórészt református Glarus régió katonai megszállására ösztönözze, arra késztették honfitársait, hogy a Glarus körüli vallási vitát Tschudi-háborúnak ("Tschudi-krieg") (1560–1564) nevezzék.
Mint buzgó katolikus merev vallási álláspontra helyezkedett; minek következtében az új választás alkalmával hivatalát elvesztette. Ezen időtől kezdve egészen haláláig majdnem kizárólagosan két nagy művének megírásával volt elfoglalva, az egyik Gallia Comata, mely a régi Gallia leírásán kívül kiváltképpen Svájc régiségeivel és történelmének bevezetésével foglalkozik; valamint a másik, még becsesebb: Schweitzer Chronik, mely egészen Johann Müller  munkájának megjelenéséig fő forrása gyanánt szolgált a legrégibb svájci történetírásnak és egészen 1470-ig terjed; a mű különben csak 1734-36-ban jelent meg nyomtatásban Bázelben 2 kötetben.